# Saint-Sauveur, Somme
Saint-Sauveur är en kommun i departementet Somme i regionen Hauts-de-France i norra Frankrike. Kommunen ligger i kantonen Amiens 2e (Nord-Ouest) som tillhör arrondissementet Amiens. År 2022 hade Saint-Sauveur 1 336 invånare.

## Befolkningsutveckling
Antalet invånare i kommunen Saint-Sauveur
| Referens: INSEE |